# Epinephelus
Epinephelus är ett släkte av fiskar. Epinephelus ingår i familjen havsabborrfiskar.
Dessa fiskar lever i tropiska och subtropiska havsområden. De största släktmedlemmar, som Epinephelus itajara, når en längd av 2,5 meter och andra arter, som Epinephelus striatus eller Epinephelus gigas är omkring 1,3 meter långa.

## Dottertaxa tillEpinephelus, i alfabetisk ordning[1]
- Epinephelus adscensionis
- Epinephelus aeneus
- Epinephelus akaara
- Epinephelus albomarginatus
- Epinephelus amblycephalus
- Epinephelus analogus
- Epinephelus andersoni
- Epinephelus areolatus
- Epinephelus awoara
- Epinephelus bilobatus
- Epinephelus bleekeri
- Epinephelus bontoides
- Epinephelus bruneus
- Epinephelus caninus
- Epinephelus chabaudi
- Epinephelus chlorocephalus
- Epinephelus chlorostigma
- Epinephelus cifuentesi
- Epinephelus clippertonensis
- Epinephelus coeruleopunctatus
- Epinephelus coioides
- Epinephelus corallicola
- Epinephelus costae
- Epinephelus cyanopodus
- Epinephelus daemelii
- Epinephelus diacanthus
- Epinephelus drummondhayi
- Epinephelus epistictus
- Epinephelus erythrurus
- Epinephelus fasciatomaculosus
- Epinephelus fasciatus
- Epinephelus faveatus
- Epinephelus flavocaeruleus
- Epinephelus fuscoguttatus
- Epinephelus gabriellae
- Epinephelus goreensis
- Epinephelus guttatus
- Epinephelus heniochus
- Epinephelus hexagonatus
- Epinephelus howlandi
- Epinephelus indistinctus
- Epinephelus irroratus
- Epinephelus itajara
- Epinephelus labriformis
- Epinephelus lanceolatus
- Epinephelus latifasciatus
- Epinephelus lebretonianus
- Epinephelus longispinis
- Epinephelus macrospilos
- Epinephelus maculatus
- Epinephelus magniscuttis
- Epinephelus malabaricus
- Epinephelus marginatus
- Epinephelus melanostigma
- Epinephelus merra
- Epinephelus miliaris
- Epinephelus morio
- Epinephelus morrhua
- Epinephelus multinotatus
- Epinephelus ongus
- Epinephelus poecilonotus
- Epinephelus polylepis
- Epinephelus polyphekadion
- Epinephelus polystigma
- Epinephelus posteli
- Epinephelus quoyanus
- Epinephelus radiatus
- Epinephelus retouti
- Epinephelus rivulatus
- Epinephelus sexfasciatus
- Epinephelus socialis
- Epinephelus spilotoceps
- Epinephelus stictus
- Epinephelus stoliczkae
- Epinephelus striatus
- Epinephelus suborbitalis
- Epinephelus summana
- Epinephelus tauvina
- Epinephelus timorensis
- Epinephelus trimaculatus
- Epinephelus trophis
- Epinephelus tuamotuensis
- Epinephelus tukula
- Epinephelus undulatostriatus
- Epinephelus undulosus